# Брам Лага
Брам Ла́га (нід. Bram Lagae; нар. 14 січня 2004) — бельгійський футболіст, захисник клубу «Гент».

## Клубна кар'єра

### «Гент»
Виступав за юнацькі команди «Стасегем» та «Гарелбеке», а 2017 року приєднався до академії «Гента». 28 травня 2021 року підписав з клубом контракт до літа 2024 року.
17 серпня 2022 року дебютував за фарм-клуб «Йонг Гент» в матчі Національного дивізіону 1 проти «Візе». 1 грудня 2022 року продовжив контракт з «Гентом» до 2025 року. 22 квітня 2023 року в поєдинку проти «Мандель Юнайтед» забив свій перший гол у кар'єрі.
13 травня 2023 року дебютував в основному складі «Гента» в матчі Про-ліги проти клубу «Серкль» (Брюгге), вийшовши на заміну Алессіо Кастро-Монтесу.

#### Оренда в «Дюнкерк»
1 лютого 2024 року на правах оренди перейшов у французький клуб Ліги 2 «Дюнкерк» до кінця сезону. 3 лютого в матчі Ліги 2 проти «Сент-Етьєна» дебютував за «Дюнкерк», замінивши Аліуна Ба. Всього за час оренди провів 15 поєдинків за клуб.

#### Оренда в «Кортрейк»
31 липня 2024 року продовжив контракт з «Гентом» до літа 2026 року, після чого відправився в сезонну оренду в «Кортрейк». 18 серпня дебютував за нову команду в матчі Про-ліги проти льєзького «Стандарда», вийшовши в стартовому складі. 30 березня 2025 року в поєдинку Про-ліги проти клубу «Серкль» (Брюгге) забив свій перший гол за «Кортрейк». Всього за час оренди провів 25 матчів, відзначившись одним м'ячем, а його команда вибула з еліти.

## Кар'єра в збірній
Виступав за збірні Бельгії до 16, до 17, до 18, до 19 і до 20 років. В березні 2024 року вперше викликаний в збірну Бельгії до 21 року для участі в матчах кваліфікації молодіжного чемпіонату Європи 2025 проти збірних Мальти та Іспанії. 20 березня 2025 року в товариському поєдинку проти збірної Швеції дебютував за молодіжну збірну Бельгії.

## Статистика виступів
Станом на 4 травня 2025
| Клуб              | Сезон             | Чемпіонат               | Чемпіонат | Чемпіонат | Кубок | Кубок | Єврокубки | Єврокубки | Інші  | Інші | Всього | Всього |
| Клуб              | Сезон             | Дивізіон                | Матчі     | Голи      | Матчі | Голи  | Матчі     | Голи      | Матчі | Голи | Матчі  | Голи   |
| ----------------- | ----------------- | ----------------------- | --------- | --------- | ----- | ----- | --------- | --------- | ----- | ---- | ------ | ------ |
| Йонг Гент         | 2022–23           | Національний дивізіон 1 | 30        | 1         | —     | —     | —         | —         | —     | —    | 30     | 1      |
| Йонг Гент         | 2023–24           | Національний дивізіон 1 | 12        | 1         | —     | —     | —         | —         | —     | —    | 12     | 1      |
| Йонг Гент         | Всього            | Всього                  | 42        | 2         | 0     | 0     | 0         | 0         | 0     | 0    | 42     | 2      |
| Гент              | 2022–23           | Про-ліга                | 3         | 0         | 0     | 0     | 0         | 0         | —     | —    | 3      | 0      |
| Гент              | 2023–24           | Про-ліга                | 2         | 0         | 1     | 0     | 2         | 0         | —     | —    | 5      | 0      |
| Гент              | 2025–26           | Про-ліга                | 0         | 0         | 0     | 0     | 0         | 0         | —     | —    | 0      | 0      |
| Гент              | Всього            | Всього                  | 5         | 0         | 1     | 0     | 2         | 0         | 0     | 0    | 8      | 0      |
| → Дюнкерк         | 2023–24           | Ліга 2                  | 15        | 0         | 0     | 0     | —         | —         | —     | —    | 15     | 0      |
| → Кортрейк        | 2024–25           | Про-ліга                | 23        | 1         | 2     | 0     | —         | —         | —     | —    | 25     | 1      |
| Всього за кар'єру | Всього за кар'єру | Всього за кар'єру       | 85        | 3         | 3     | 0     | 2         | 0         | 0     | 0    | 90     | 3      |

1. ↑  Матчі в Лізі конференцій УЄФА